# Sergio Lloret
Sergio Manzanera Lloret (Valencia, 10 novembre 1950) è un ex calciatore spagnolo.

## Carriera
Formatosi nelle giovanili del Valencia, esordì in Primera División nel corso della stagione 1970-1971, al termine della quale vinse il titolo nazionale dopo aver giocato tutte le trenta gare del campionato. Giocò per cinque stagioni con i merengots totalizzando 122 presenze in Primera División fino al 1975, anno in cui fu ceduto al Racing Santander. Nella squadra cantabrica giocò fino alla stagione 1977-1978, al termine della quale si ritirò dal calcio giocato.

## Statistiche

### Presenze e reti nei club
| Stagione        | Squadra          | Campionato      | Campionato | Campionato |
| Stagione        | Squadra          | Comp            | Pres       | Reti       |
| --------------- | ---------------- | --------------- | ---------- | ---------- |
| 1970-1971       | Valencia         | PD              | 30         | 4          |
| 1971-1972       | Valencia         | PD              | 25         | 3          |
| 1972-1973       | Valencia         | PD              | 26         | 2          |
| 1973-1974       | Valencia         | PD              | 19         | 1          |
| 1974-1975       | Valencia         | PD              | 22         | 1          |
| 1975-1976       | Racing Santander | PD              | 29         | 1          |
| 1976-1977       | Racing Santander | PD              | 8          | -          |
| 1977-1978       | Racing Santander | PD              | 22         | -          |
| Totale carriera | Totale carriera  | Totale carriera | 181        | 12         |

## Palmarès
- Campionato spagnolo: 1

Valencia: 1970-1971